# Bruno Zumino
Bruno Zumino (Roma, 28 de abril de 1923) é um físico italiano.

## Condecorações
- 1987 Medalha Dirac
- 1988 Prêmio Dannie Heineman de Física Matemática
- 1989 Medalha Max Planck
- 1992 Medalha Wigner
- 1992 Prêmio Humboldt